# 노비평야

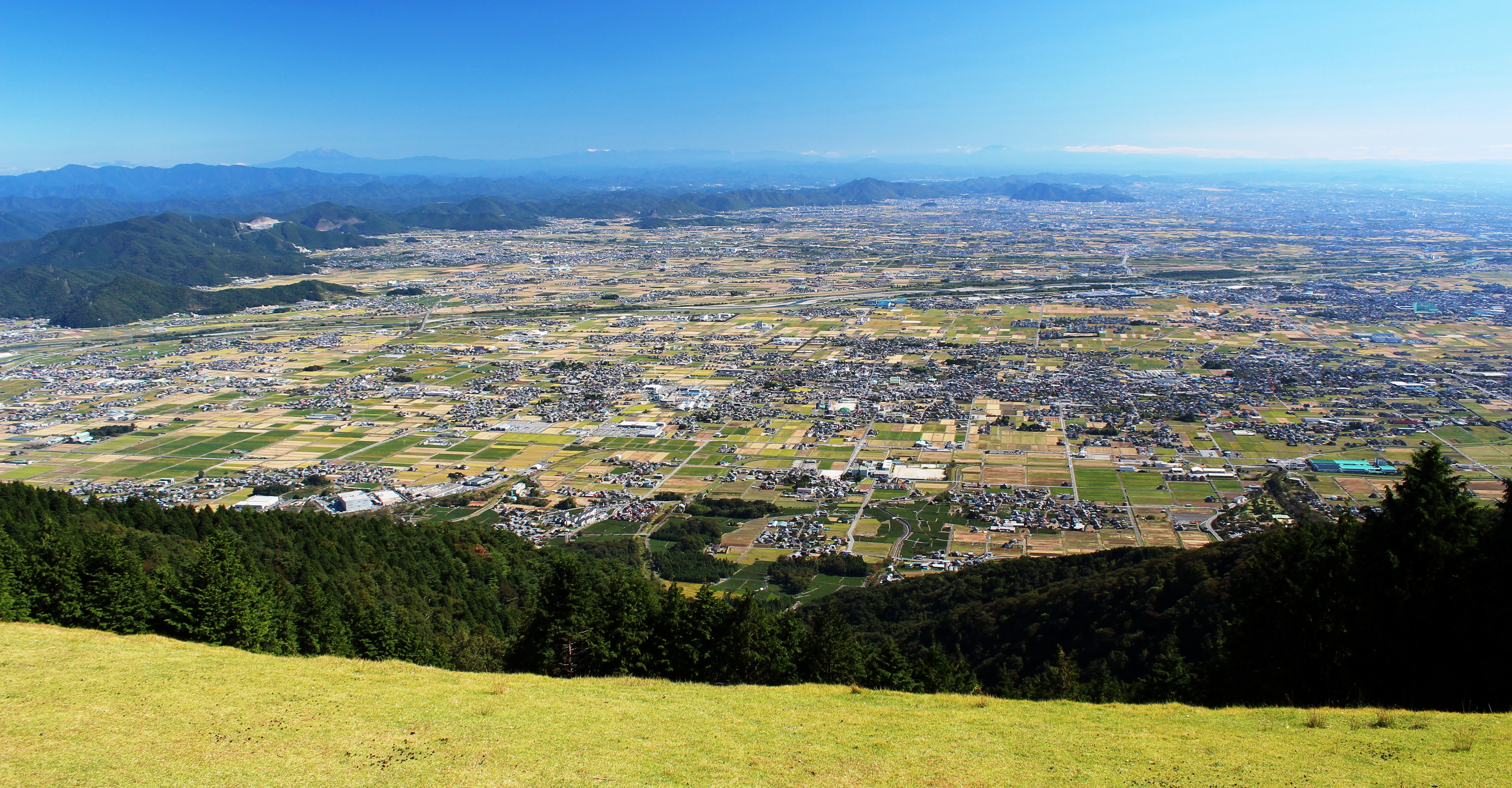
이케다산에서 내려다 본 노비평야

노비평야(일본어: 濃尾平野 노비헤이야[*])는 일본 기후현 남서쪽의 미노 지역부터 아이치현 북서쪽의 오와리 지역까지 뻗어있는 넓은 평야로 면적은 약 1,800km2이다. 기소 삼강(이비강, 기소강, 나가라강)에 의해 형성된 충적 평야로 매우 비옥하다. 서쪽으로 이부키 산지와 요로 산지와 접하고 동쪽으로 오와리 구릉과 접하며 북부 료하쿠 산지 남록(南麓)에는 하안단구의 대지와 고기 선상지(古期扇狀地)가 열리고, 그 전면에 자연제방지대, 그 남부에는 이세만 연안의 간척 삼각주가 있다.
이누야마시를 정점으로 하는 이누야마 선상지는 반경이 12km나 되며 물이 결핍되어 있기 때문에 전에는 일대(一大) 상전지대(桑田地帶)였다. 자연제방 지대는 폭이 약 20km쯤 되며 오하리 평야의 태반을 차지하여 예부터 야채·원예의 농촌지대로 유명했다.

## 지리

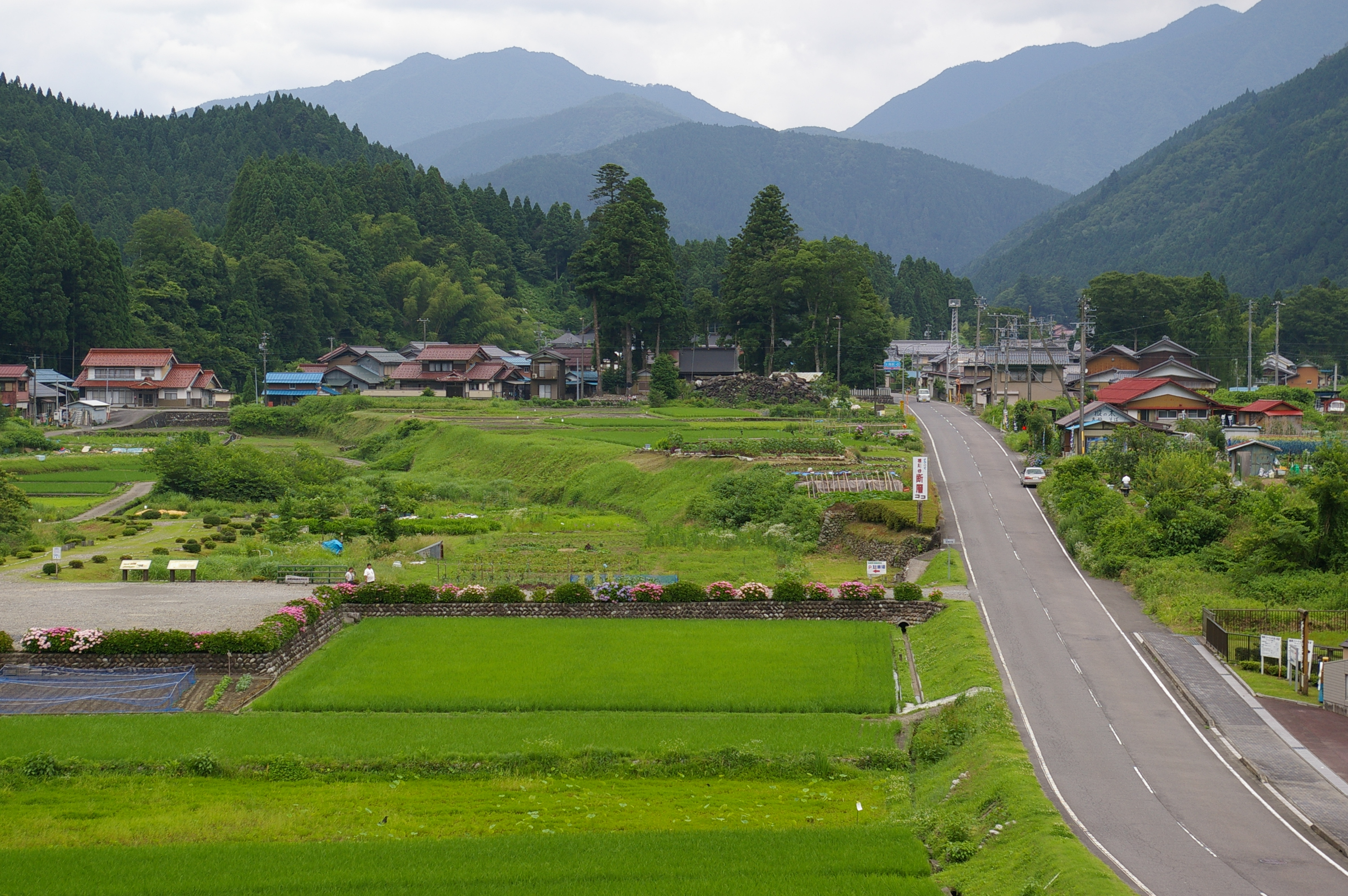
네오다니 단층

기소 삼강의 하류 지역은 아이치 현에 위치하고 광대한 습지로 이루어져있으며 일부 지역은 해수면보다 낮다. 폭풍이 불 때 수면이 빠르게 변하기 때문에 역사적으로 종종 침수 피해를 입어왔고 윤중(홍수를 막기 위해 주위를 둑으로 두른 지역)과 같은 독특한 문화가 발달하였다. 쓰시마시, 나고야시와 같은 현대 도시들은 침수 피해를 막기 위해 낮은 대지에 세워졌고 그 결과 번창하게 되었다.
노비평야의 가장자리에 위치하는 요로 단층이 있고 이 단층을 경계로 서쪽은 융기해 요로 산지가 되었고 동쪽은 침강해 기소 삼강이 흐르고 있다. 이로 인해 노비평야가 서쪽을 향해 경사진 모습을 쉽게 볼 수 있다. 이것을 노비 경동운동(濃尾傾動運動)이라 부른다.
노비평야의 중앙부를 통과하는 네오다니 단층은 일본 본토를 강타한 대규모 지진 중 하나인 1891년에 발생한 미노-오와리 지진의 원인이 되었다.

## 주요 도시

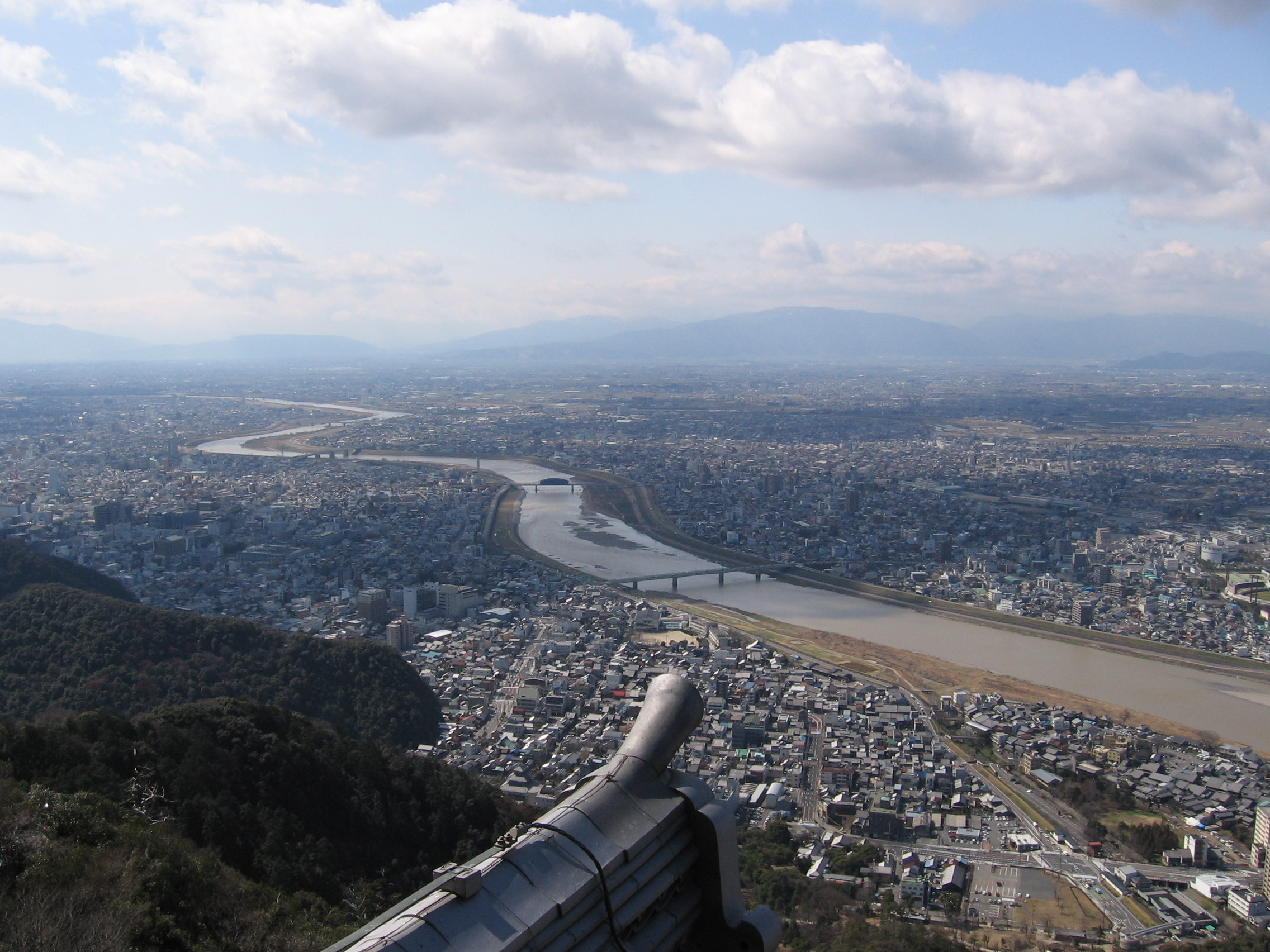
기후성에서 내려다 본 노비평야

- 아이치현: 나고야시, 이치노미야시, 가스가이시, 고마키시, 이누야마시, 고난시, 이와쿠라시, 이나자와시, 쓰시마시
- 기후현: 기후시, 오가키시, 가카미가하라시, 하시마시

## 같이 보기
- 기소 삼강
- 이세만
- 나고야시